# Право на повагу до приватного і сімейного життя
Право на повагу до приватного і сімейного життя — це право людини, що передбачає невтручання в приватне та сімейне життя, повагу до житла і до таємниці кореспонденції.

## Забезпечення права на повагу до приватного і сімейного життя
Європейський суд з прав людини передбачає як негативний (невтручання держави) обов'язок держави, так і позитивний (активні дії з боку держави) обов'язок.
Негативний обов'язок полягає в тому, що суб'єкти владних повноваження не мають права втручатись у приватне та сімейне життя особи, а також порушувати право на повагу до особистого житла та кореспонденції особи. Проте слід вирізняти державне втручання, яке здійснюється в інтересах. Воно виходить за межі дії ст. 8 Конвенції про захист прав людини і основоположних свобод.
Позитивний обов'язок держави це необхідність здійснення певних заходів спрямованих на забезпечення реалізації прав передбачених ст. 8 Конвенції про захист прав людини і основоположних свобод.

## Складові особистої сфери життя
Аналізуючи ст. 8 Конвенції про захист прав людини і основоположних свобод, можна виділити такі складові особистої сфери життя:
- Приватне життя;
- Сімейне життя;
- Житло;
- Кореспонденція.

## Приватне життя людини
Конвенція про захист прав людини і основоположних свобод не розкриває змісту терміна «приватне життя», оскільки описує його як «термін з широким значенням, який не піддається визначенню» (рішення Європейського суду з прав людини по справі «Пек проти Сполученого Королівства» 2003 р.). Проте, аналізуючи практику Європейського суду, можна зробити висновок, що повага до приватного життя передбачає невтручання держави та інших суб'єктів у прийняття людиною рішення щодо власного життя, а також, що будь — яке втручання повинно бути виправданим. 
Обставини що виправдовують таке втручання наведені в п. 2 ст. 8 Конвенції про захист прав людини і основоположних свобод.
Приватне життя охоплюється територіальною, комунікативною, інформаційною та тілесною приватністю.
Територіальна приватність встановлює правила втручання в особистий простір особи, наприклад житло або інше володіння даної особи. Загалом цей вид приватності встановлює правову межу для захисту свого житла, або іншого володіння, забороняє проведення в ньому огляду або обшуку, крім випадків, коли наявне на це вмотивоване рішення суду, або інших випадків передбачених Кримінально-процесуальним Кодексом України.
Комунікаційна приватність передбачає безпечну й конфіденційну передачу інформації від одної особи до іншої через будь-який засіб зв'язку, таємницю листування, телефонних розмов та інших форм зв'язку. Втручання в комунікаційну приватність можливе лише на підставі судового рішення, у випадках які передбачені Кримінально-процесуальним Кодексом України.
Інформаційна приватність полягає в захисті персональних даних особи, обмеження доступу, обробки та використання їх іншими суб'єктами.
Тілесна приватність передбачає фізичну недоторканість особи, що полягає в забороні будь-якого дотику до особи поза її волею, а також заподіяння їй тілесної шкоди, регулювання приватності речей, тестування фізичного стану. Поширеною є думка, що тілесна приватність це право людини не піддаватись необґрунтованим арештам або затриманням.

## Сімейне життя людини
З тлумачення Європейським судом положень Конвенції про захист прав людини і основоположних свобод випливає означення «сімейного життя» як зв'язок між особами не лише на шлюбній основі, а й може означати інші сімейні та родинні зв'язки.
Європейський суд з прав людини визнає існування таких видів сімей:
- Біологічна (законна) сім'я;
- Позашлюбна сім'я;
- Адюльтерна сім'я;
- Соціологічна сім'я;[1]

Норми Конвенції, перш за все, захищають інтереси біологічної сім'ї, створеної згідно з національними особливостями. Термін «сімейне життя» може поширюватись на відносини між нареченими, якщо вони достатньо давно встановлені.
Поняття «сімейне життя» позначає також зв'язки між родичами. Це стосується, перш за все, відносин між батьками та дітьми (законними чи позашлюбними). Навіть якщо діти не живуть з батьками між ними є зв'язок, який визначається як сімейне життя. Також воно охоплює зв'язки які виникають між членами сім'ї, зокрема між братами і сестрами, батьками батьків та онуками, прабатьками й онуками, племінником і дядьком.
Отже, гарантії ст. 8 Конвенції щодо сімейного життя поширюються на:
- Сім'ю яка має юридичний статус, а також інші сімейні зв'язки;
- Права подружжя;
- Право на спілкування з родичами та близькими;
- Встановлення батьківства;
- Позбавлення батьківських прав;
- Відбирання дитини від батьків без позбавлення останніх батьківських прав;
- Опіку та піклування.